# Avlona (Cipro)
Avlona (in greco Αυλώνα?; in turco Gayretköy) è un villaggio di Cipro, circa a metà strada tra Nicosia e Morfou.  De iure si trova nel distretto di Nicosia della repubblica di Cipro, de facto in quello di Güzelyurt della repubblica di Cipro del Nord. Sino al 1974 il villaggio era esclusivamente abitato da greco-ciprioti. 
Nel 2011 Avlona aveva 367 abitanti.

## Geografia fisica
Esso si trova dodici chilometri a sud-est di Morfou/Güzelyurt e quattro chilometri a sud-est di Fyllia. Il villaggio è situato immediatamente a nord della Linea Verde.

## Origini del nome
In greco Avlona significa "grande cortile". I turco-ciprioti cambiarono il nome in Gayretköy nel 1975. Gayretköy significa letteralmente "villaggio della foga".

## Società

### Evoluzione demografica
Nel censimento ottomano del 1831, i cristiani (greco-ciprioti) costituivano gli unici abitanti del villaggio. Tuttavia, il villaggio ebbe una piccola minoranza turco-cipriota tra il 1891 e il 1931. Nel 1946, tutti i turco-ciprioti, ad eccezione di una famiglia, avevano lasciato il villaggio e si erano trasferiti ad Akaki. Nel 1960, non c'erano turco-ciprioti che vivevano nel villaggio. Durante il periodo britannico, la popolazione greco-cipriota del villaggio aumentò significativamente, da 149 abitanti nel 1891 a 524 nel 1960.
Nell'agosto 1974, tutti i greco-ciprioti del villaggio fuggirono dall'esercito turco che avanzava. Attualmente, come molti dei greco-ciprioti sfollati, i greco-ciprioti di Avlona sono sparsi nel sud dell'isola, soprattutto nelle città. Il numero dei greco-ciprioti di Avlona sfollati nel 1974 era di circa 690 (684 nel censimento del 1973).
Dopo la guerra del 1974, un numero molto piccolo di sfollati turco-ciprioti si stabilì ad Avlona. Tuttavia, il villaggio fu usato principalmente per l'insediamento di cittadini turchi nel 1975. La maggior parte degli uomini che si stabilirono nel villaggio erano soldati turchi smobilitati che avevano partecipato all'offensiva militare turca del 1974 (molti di loro sposarono ragazze turco-cipriote locali). Provenivano da località molto diverse dell'Anatolia, ma principalmente da Akcaabat, Kars, Muş, Kahramanmaraş, Gaziantep, Çorum e Bitlis. Secondo il censimento turco-cipriota del 2006, la popolazione del villaggio era di 367 persone.